# Briefmarken-Jahrgang 2014 der Bundesrepublik Deutschland
Der Briefmarken-Jahrgang 2014 der Bundesrepublik Deutschland wurde am 6. November 2012 vom zuständigen Bundesministerium der Finanzen (BMF) vorgestellt. Der Jahrgang sollte 52 Briefmarken aus den Bereichen „Staat und Gesellschaft“, „Kunst und Kultur“, „Wissenschaft und Technik“, „Natur und Umwelt“, „Sport“ und „Ehrenamt“ umfassen und Auskunft über Personen und Ereignisse geben, die Menschen bis heute bewegen.
Nach nur einem Jahr beantragte die Deutsche Post AG als Lizenznehmerin bei der Bundesnetzagentur erneut die Anhebung des Portos für Standardbriefe von 0,58 Euro auf 0,60 Euro. Diesem Antrag wurde im Dezember 2013 zugestimmt, so dass das Porto ab Januar 2014 60 Eurocent für einen Standardbrief betrug. Im Oktober 2014 wurde angekündigt, dass das Standardporto zum Jahreswechsel 2015 um weitere zwei Cent auf 0,62 steigen wird. Ebenfalls steigen soll das Porto für Standardbriefe und Postkarten ins Ausland. Nur der Kompaktbrief bis 50 Gramm wird fünf Cent günstiger und kostet ab 2015 0,85 Euro.
Nachdem die Deutsche Fußballmannschaft am Sonntag, 13. Juli 2014 das Finale gegen Argentinien gewonnen hatte und dadurch Fußball-Weltmeister wurde, teilte das Finanzministerium am Montag mit, dass es bereits am Donnerstag, 17. Juli eine entsprechende Sondermarke geben würde.

## Liste der Ausgaben und Motive
Legende
- Bild: Eine bearbeitete Abbildung der genannten Marke. Das Verhältnis der Größe der Briefmarken zueinander ist in diesem Artikel annähernd maßstabsgerecht dargestellt. Sollten keine Marken abgebildet sein, liegt es daran, dass das Urheberrecht des Künstlers noch nicht erloschen ist.
- Beschreibung: Eine Kurzbeschreibung des Motivs und/oder des Ausgabegrundes. Bei ausgegebenen Serien oder Blocks werden die zusammengehörigen Beschreibungen mit einer Markierung versehen eingerückt.
- Wert: Der Frankaturwert der einzelnen Marke in Eurocent. Ein „+“ bedeutet, dass es sich um eine Zuschlagsmarke handelt (= Frankaturwert + Spende).
- Ausgabedatum: Das Datum des erstmaligen Verkaufs dieser Briefmarke.
- Auflage: Soweit bekannt, wird hier die zum Verkauf angebotene Anzahl dieser Ausgabe angegeben.
- Entwurf: Soweit bekannt, wird hier angegeben, von wem der Entwurf dieser Marke stammt.
- Mi.-Nr.: Diese Briefmarke wird im Michel-Katalog unter der entsprechenden Nummer gelistet.

| Sondermarken | |                   |                       |                                  |                                       |                  |
| Bild         | Beschreibung | Werte in Eurocent | Ausgabe- datum (2014) | Auflage                          | Entwurf                               | Mi.-Nr.          |
|              | Serie: Tierkinder - Fuchs | 60                | 2. Januar             | 6.320.000 davon 51.000 auf ETB   | Nicole Elsenbach und Frank Fienbork   | 3047             |
|              | - Igel | 60                | 2. Januar             | 6.220.000 davon 51.000 auf ETB   | Nicole Elsenbach und Frank Fienbork   | 3048             |
|              | Serie: Burgen und Schlösser - Schloss Stolzenfels am Rhein | 75                | 2. Januar             | 5.730.000 davon 51.000 auf ETB   | Nicole Elsenbach und Frank Fienbork   | 3049             |
|              | Serie: Weltkulturerbe der UNESCO - 1250 Jahre Kloster Lorsch | 60                | 2. Januar             | 5.170.000 davon 51.000 auf ETB   | Harry Scheuner                        | 3050             |
|              | Wiederansiedlung der Fischarten Lachs | 45                | 2. Januar             | 4.680.000 davon 51.000 auf ETB   | Jens Müller                           | 3051             |
|              | UNESCO Buchenwälder | 145               | 2. Januar             | 5.030.000 davon 51.000 auf ETB   | Thomas Serres                         | 3052             |
|              | Serie: Tierkinder - Fuchs - Igel selbstklebend aus Folienblatt | je 60             | 2. Januar             | 58.980.000 davon 51.000 auf ETB  | Nicole Elsenbach und Frank Fienbork   | 3053, 3054 FB 36 |
|              | 1250 Jahre Kloster Lorsch selbstklebend aus Rolle | 60                | 2. Januar             | 431.800.000 davon 51.000 auf ETB | Harry Scheuner                        | 3055             |
|              | Plusmarken-Serie: Für die Wohlfahrtspflege – Grimms Märchen zur Unterstützung der Bundesarbeitsgemeinschaft der Freien Wohlfahrtspflege e. V. - Hänsel und Gretel: Die Kinder im Wald | 60+30             | 6. Februar            | 4.175.000 davon 51.000 auf ETB   | Astrid Grahl und Lutz Menze           | 3056             |
|              | - Hänsel und Gretel: Bei der Hexe | 90+40             | 6. Februar            | 4.530.000 davon 51.000 auf ETB   | Astrid Grahl und Lutz Menze           | 3057             |
|              | - Hänsel und Gretel: Glückliches Ende | 145+55            | 6. Februar            | 6.475.000 davon 51.000 auf ETB   | Astrid Grahl und Lutz Menze           | 3058             |
|              | Serie: Wildes Deutschland - Flussaue im unteren Odertal | 60                | 6. Februar            | 5.520.000 davon 51.000 auf ETB   | Dieter Ziegenfeuter                   | 3059             |
|              | - Pfälzerwald - Teufelstisch | 60                | 6. Februar            | 5.420.000 davon 51.000 auf ETB   | Dieter Ziegenfeuter                   | 3060             |
|              | Plusmarken-Serie: Für die Wohlfahrtspflege – Grimms Märchen - Hänsel und Gretel: Die Kinder im Wald selbstklebend aus Markenheftchen und Rolle                                        | 60+30             | 6. Februar            | 18.247.000 davon 51.000 auf ETB  | Astrid Grahl und Lutz Menze           | 3061 MH 96       |
|              | Serie: Burgen und Schlösser - Albrechtsburg Meißen | 90                | 1. März               | 5.330.000 davon 51.000 auf ETB   | Nicole Elsenbach und Frank Fienbork   | 3062             |
|              | Cartoon von Peter Gaymann - Frohe Ostern | 45                | 1. März               | 5.190.000 davon 51.000 auf ETB   | Grit Fiedler                          | 3063             |
|              | - Für Dich | 60                | 1. März               | 5.050.000 davon 51.000 auf ETB   | Grit Fiedler                          | 3064             |
|              | Evangelische Posaunenchöre | 215               | 1. März               | 7.690.000 davon 51.000 auf ETB   | Susanne Oesterlee                     | 3065             |
|              | Cartoon von Peter Gaymann: Für Dich selbstklebend aus Folienblatt | 60                | 1. März               | 61.560.000 davon 51.000 auf ETB  | Grit Fiedler                          | 3066 FB 37       |
|              | Plusmarken-Serie: Für den Umweltschutz zur Unterstützung des Umweltschutzes - Wasser ist Leben                                                                                        | 60+30             | 3. April              | 2.140.200 davon 51.000 auf ETB   | Henning Wagenbreth                    | 3067             |
|              | Serie: Deutschlands schönste Panoramen - Dresden Elbpanorama Motiv 1 | 45                | 3. April              | 6.660.000 davon 51.000 auf ETB   | Stefan Klein und Olaf Neumann         | 3068             |
|              | - Dresden Elbpanorama Motiv 2 | 45                | 3. April              | 6.660.000 davon 51.000 auf ETB   | Stefan Klein und Olaf Neumann         | 3069             |
|              | 175 Jahre erste deutsche Ferneisenbahn | 145               | 3. April              | 13.830.000 davon 51.000 auf ETB  | Kitty Kahane                          | 3070             |
|              | 150. Geburtstag Max Weber | 60                | 3. April              | 4.210.000 davon 51.000 auf ETB   | Stefan Klein und Olaf Neumann         | 3071             |
|              | 50 Jahre Aktion Mensch | 60                | 3. April              | 5.100.000 davon 51.000 auf ETB   | Barbara Dimanski                      | 3072             |
|              | Serie: Deutschlands schönste Panoramen - Dresden Elbpanorama Motiv 1 - Dresden Elbpanorama Motiv 2 selbstklebend aus Folienblatt                                                      | je 45             | 3. April              | 66.460.000 davon 51.000 auf ETB  | Stefan Klein und Olaf Neumann         | 3073, 3074 FB 38 |
|              | Plusmarken-Serie: Für den Sport zur Unterstützung der Stiftung Deutsche Sporthilfe - Pokalmaus von Uli Stein                                                                          | 60+30             | 8. Mai                | 2.126.000 davon 51.000 auf ETB   | Werner Hans Schmidt                   | 3075             |
|              | - Jubelmaus von Uli Stein | 90+40             | 8. Mai                | 2.118.000 davon 51.000 auf ETB   | Werner Hans Schmidt                   | 3076             |
|              | - Siegermaus von Uli Stein | 145+55            | 8. Mai                | 2.118.000 davon 51.000 auf ETB   | Werner Hans Schmidt                   | 3077             |
|              | Serie: Europa - Musikinstrumente | 60                | 8. Mai                | 5.170.000 davon 51.000 auf ETB   | Nina Clausing                         | 3078             |
|              | 250. Geburtstag Johann Gottfried Schadow | 60                | 8. Mai                | 5.000.000 davon 51.000 auf ETB   | Heribert Birnbach                     | 3079             |
|              | Serie: Wildes Deutschland - Flussaue im unteren Odertal - Pfälzerwald - Teufelstisch selbstklebend aus Folienblatt                                                                    | je 60             | 8. Mai                | 67.955.000 davon 51.000 auf ETB  | Dieter Ziegenfeuter                   | 3080, 3081 FB 39 |
|              | Serie: Deutschlands schönste Panoramen - Bremen Marktplatz Motiv 1 | 60                | 5. Juni               | 7.252.000 davon 51.000 auf ETB   | Stefan Klein und Olaf Neumann         | 3083             |
|              | - Bremen Marktplatz Motiv 2 | 60                | 5. Juni               | 7.252.000 davon 51.000 auf ETB   | Stefan Klein und Olaf Neumann         | 3084             |
|              | Serie: Schätze aus deutschen Museen - Erschaffung der Tiere (Meister Bertram) | 240               | 5. Juni               | 5.600.000 davon 51.000 auf ETB   | Stefan Klein und Olaf Neumann         | 3085             |
|              | 150. Geburtstag Richard Strauss | 60                | 5. Juni               | 22.040.000 davon 51.000 auf ETB  | Jens Müller                           | 3086             |
|              | UNESCO Buchenwälder selbstklebend aus Rolle | 145               | 5. Juni               | 205.147.000 davon 51.000 auf ETB | Thomas Serres                         | 3087             |
|              | Serie: Leuchttürme - Leuchtturm Buk | 45                | 3. Juli               | 6.880.000 davon 51.000 auf ETB   | Johannes Graf                         | 3089             |
|              | - Leuchtturm Pellworm | 60                | 3. Juli               | 5.670.000 davon 51.000 auf ETB   | Johannes Graf                         | 3090             |
|              | 600 Jahre Konstanzer Konzil | 60                | 3. Juli               | 5.490.000 davon 51.000 auf ETB   | Nicole Elsenbach                      | 3091             |
|              | 300. Geburtstag Christoph Willibald Gluck | 90                | 3. Juli               | 4.830.000 davon 51.000 auf ETB   | Matthias Beyrow                       | 3092             |
|              | 150. Geburtstag Ricarda Huch | 145               | 3. Juli               | 5.260.000 davon 51.000 auf ETB   | Daniela Haufe u. Detlef Fiedler       | 3093             |
|              | Deutschland Fußballweltmeister 2014 (motivgleich mit Mi.-Nr. 2788) | 60                | 17. Juli              | 8.400.000 davon 51.000 auf ETB   | Lutz Menze                            | 3095             |
|              | Plusmarken-Serie: Für die Jugend – Motive aus das Traumfresserchen von Michael Ende zur Unterstützung der Stiftung Deutsche Jugendmarke e. V. - Prinzessin Schlafittchen              | 60+30             | 7. August             | 2.280.000 davon 51.000 auf ETB   | Kym Erdmann                           | 3096             |
|              | - Traumfresserchen | 90+40             | 7. August             | 2.280.000 davon 51.000 auf ETB   | Kym Erdmann                           | 3097             |
|              | - Schlummerland | 145+55            | 7. August             | 2.330.000 davon 51.000 auf ETB   | Kym Erdmann                           | 3098             |
|              | 50 Jahre Deutsche Jugendfeuerwehr | 60                | 7. August             | 5.350.000 davon 51.000 auf ETB   | Michael Kunter                        | 3099             |
|              | „Nie wieder“ (Gedenken 1914) | 75                | 7. August             | 4.790.000 davon 51.000 auf ETB   | Astrid Grahl u. Lutz Menze            | 3100             |
|              | Serie: Tag der Briefmarke - Lindauer Bote Gemeinschaftsausgabe mit Österreich, Schweiz, Italien und Liechtenstein                                                                     | 60                | 1. September          | 5.400.000 davon 51.000 auf ETB   | Peter Steiner und Regina Steiner      | 3101             |
|              | Antoine de Saint-Exupéry: Der kleine Prinz | 60                | 1. September          | 7.700.000 davon 51.000 auf ETB   | Peter Steiner und Regina Steiner      | 3102             |
|              | August Macke – Gemälde: Sonniger Weg | 100               | 1. September          | 5.100.000 davon 51.000 auf ETB   | Irmgard Hesse                         | 3103             |
|              | Antoine de Saint-Exupéry: Der kleine Prinz selbstklebend aus Markenheftchen | 60                | 1. September          | 69.720.000 davon 51.000 auf ETB  | Peter Steiner und Regina Steiner      | 3104 MH 97       |
|              | Serie: Weltkulturerbe der UNESCO - 100 Jahre Fagus-Werk | 60                | 2. Oktober            | 5.220.000 davon 51.000 auf ETB   | Christof Gassner                      | 3105             |
|              | 300 Jahre externe Finanzkontrolle | 145               | 2. Oktober            | 5.130.000 davon 51.000 auf ETB   | Matthias Beyrow                       | 3106             |
|              | 100 Jahre Schachtschleuse Minden | 45                | 2. Oktober            | 5.380.000 davon 51.000 auf ETB   | Ursula Lautenschläger                 | 3107             |
|              | Plusmarken-Serie: Weihnachten - Stern von Bethlehem | 60+30             | 3. November           | 4.060.000 davon 51.000 auf ETB   | Nicole Elsenbach                      | 3108             |
|              | 300 Jahre Einführung der Fahrenheit-Skala | 60                | 3. November           | 5.620.000 davon 51.000 auf ETB   | Thomas Poschauko und Martin Poschauko | 3109             |
|              | 200. Geburtstag Julius Robert Mayer | 90                | 3. November           | 4.250.000 davon 51.000 auf ETB   | Sascha Lobe                           | 3110             |
|              | Schneemann | 60                | 3. November           | 7.420.000 davon 51.000 auf ETB   | Bianca Becker und Peter Kohl          | 3111             |
|              | Plusmarken-Serie: Weihnachten - Stern von Bethlehem selbstklebend aus Folienblatt | 60+30             | 3. November           | 5.940.000 davon 51.000 auf ETB   | Nicole Elsenbach                      | 3112 FB 40       |
|              | Schneemann selbstklebend aus Folienblatt | 60                | 3. November           | 85.230.000 davon 51.000 auf ETB  | Bianca Becker und Peter Kohl          | 3113 FB 41       |
|              | Serie: Schätze aus deutschen Museen - Heimsuchung (Rogier van der Weyden) | 145               | 4. Dezember           | 5.630.000 davon 51.000 auf ETB   | Stefan Klein und Olaf Neumann         | 3119             |
|              | Wiederansiedlung von Fischarten: Meerforelle | 45                | 4. Dezember           | 5.270.000 davon 51.000 auf ETB   | Jens Müller                           | 3120             |
| Dauermarken  | |                   |                       |                                  |                                       |                  |
| Bild         | Beschreibung | Werte in Eurocent | Ausgabe- datum (2014) | Auflage                          | Entwurf                               | Mi.-Nr.          |
|              | Serie: Blumen - Akelei | 180               | 5. Juni               | 27.494.430 davon 51.000 auf ETB  | Stefan Klein und Olaf Neumann         | 3082             |
|              | - Tausendgüldenkraut | 28                | 3. Juli               | 5.521.600 davon 51.000 auf ETB   | Stefan Klein und Olaf Neumann         | 3088             |
|              | - Tausendgüldenkraut selbstklebend aus Rolle | 28                | 3. Juli               | ?.???.000                        | Stefan Klein und Olaf Neumann         | 3094             |
|              | - Pfingstrose | 62                | 4. Dezember           | 103.826.900 davon 51.000 auf ETB | Stefan Klein und Olaf Neumann         | 3114             |
|              | - Kugel-Primel | 80                | 4. Dezember           | 24.280.990 davon 51.000 auf ETB  | Stefan Klein und Olaf Neumann         | 3115             |
|              | - Federnelke | 85                | 4. Dezember           | 111.258.900 davon 51.000 auf ETB | Stefan Klein und Olaf Neumann         | 3116             |
|              | - Purpurglöckchen | 395               | 4. Dezember           | 16.811.900 davon 51.000 auf ETB  | Stefan Klein und Olaf Neumann         | 3117             |
|              | - Türkenbund | 440               | 4. Dezember           | 17.901.900 davon 51.000 auf ETB  | Stefan Klein und Olaf Neumann         | 3118             |
|              | - Pfingstrose selbstklebend aus Folienblatt und Rolle | 62                | 4. Dezember           | 385.160.000 davon 51.000 auf ETB | Stefan Klein und Olaf Neumann         | 3121 FB 42       |